# La Corbatera
L'espai fluvial de la Corbatera és una plana al·luvial integrada en el pla de Bages, la qual s'emmarca en l'aiguabarreig Llobregat-Gavarresa en el terme municipal de Sallent, prop de Cabrianes. La Corbatera està inclosa en l'Inventari de zones humides de Catalunya realitzat pel Departament de Medi Ambient i Habitatge, i a la Guia d'espais d'interès natural del Bages, editada pel Centre d'Estudis del Bages i per la Institució Catalana d'Història Natural (ICHN).
El tram mitjà del riu Llobregat presenta una colla de peculiaritats en el seu pas per la Corbatera. En primer lloc, el riu entra en una extensió de terrenys plans. Això provoca que l'aigua discorri lentament i suau a causa de l'escàs desnivell. Cal destacar a més la presència de força varietat d'hàbitats en ben poca superfície: bosc de ribera autòcton ben conservat (àlbers, freixes i salzes), pinedes de pi pinyoner, retalls de roureda, talusos de margues vermelles, sorrals, codolars i una gran extensió de canyissar i bogar.

## Ecosistema
La coincidència d'una zona tranquil·la, oberta i amb gran varietat d'ambients, juntament amb la seva localització geogràfica, situada en una ruta migratòria, explica la gran importància faunística d'aquest espai natural. L'existència d'un ventall prou variat d'hàbitats diferents en una àrea força reduïda és un dels factors cabdals per tal de comprendre l'atracció que presenten en aquesta zona una gran diversitat d'aus. De nord a sud cal destacar els següents ambients:

### El sorral amb codolar
Es tracta d'una esplanada originada per l'acumulació recent de materials al·luvials. És un punt on ocells viatgers fan estada durant el pas migratori de primavera i tardor.

### El canyissar
La vegetació helofítica dominada pel canyís (Phragmites australis) fa una sanefa que ressegueix amb dues ribes, amagant l'aiguabarreig d'un torrent que hi vessa des de la riba esquerra.

### El bosc de ribera
Molt important com a talaia i com a joca i repòs, es troba força fragmentat. Ha estat molt malmès per l'acció antròpica i també a conseqüència de les riuades. Tot i així encara resten importants clapes i alguns exemplars majestuosos.

### L'ambient fluvial
L'aigua dolça és l'hàbitat per excel·lència de l'àrea, encara que en alguns trams l'escàs cabal converteix en sornes les seves aigües.

### L'avifauna
La Corbatera constitueix una de les restes d'aiguamolls naturals més grans i importants de la Catalunya central. El poblament ornític de la zona varia segons l'època de l'any que hom consideri. Entre els nidificants hi trobem l'ànec coll-verd (Anas piatymnchos), el corriol petit (Charadius dubius), la polla d'aigua (Gallinula chloropus), l'esparver (Accipiter nisus), l'aligot (Buteo buteo), ei xoriguer (Falco tinnunculus), el falcó mostatxut (Falco subbuteo), el picot verd (Picus viridis), el blauet (Alcedo athis), l'òliba (Tyto alba), el mussol (Athene noctua), el xot (Otus scops), l'abellerol (Merops apiaster), el mitjaire (Remiz pendulinus), el trist (Cisticola juncidis) i el balquer (Acrocephalus arundinaceus). Ocells migradors com el corriol camanegre (Charadrius alexandrinus), el tètol cuanegre (Limosa limosa), el milà negre (Milvus migrans), l'aligot vesper (Pernis apivorus) i les cigonyes (Ciconia ciconia).

## Actuacions dels anys 1994 i 1995
Els anys 1994 i 1995 l'Ajuntament de Sallent, amb el suport del Departament de Medi Ambient, va desenvolupar un conjunt d'actuacions destinades a mantenir i augmentar la diversitat biològica de la zona sobre la base del projecte i direcció de l'empresa ARDA, Gestió i Estudis Ambientals, SLL.

### Excavació d'una bassa d'alimentació freàtica
Tocant a la zona de canyissar, afavoreix l'extensió de la vegetació helofítica. Amb un perímetre totalment irregular ocupa una superfície aproximada d'una hectàrea. Revegetació: A les vores de la bassa s'han plantat salzes (Salix alba) i verns (Alnus glutinosa), més tolerants a la proximitat del nivell freàtic. A la resta de l'espai s'ha intentat recuperar el bosc de ribera revegetant amb diferents espècies d'arbres com: àlbers (Populus alba), pollancres (Populus nigra), i freixes de fulla petita (Fraxinus angustifolia), i arbustos com saücs (Sambucus nigra), arços blancs (Crataegus monigyna) i sanguinyols (Cornus sanguinea). S'ha completat aquesta plantació amb alguns tamarius (Tamarix gallica i Tamarix africana), espècie aquesta molt resistent a les altes concentracions salines.

### Creació de prats humits
S'ha desviat el curs d'un torrent amb l'objectiu de crear una àrea d'inundació estacional per afavorir la creació de prats humits que serveixin de refugi durant el pas de limícoles.

### Protecció de sorrals i codolars
Paral·lelament a la construcció d'una mota per a la defensa dels terrenys agrícoles situats al marge dret del riu Llobregat, al nord de l'espai, s'excavarà un petit canal que deixarà aïllada aquesta àrea de gran importància per a la migració i l'estada d'algunes espècies.

## hàbitats d'interès comunitari
Pel que fa als hàbitats d'interès comunitari, a la zona hi apareixen els següents:
- 3260 Rius de terra baixa i de la muntanya mitjana amb vegetació submersa o parcialment flotant (Ranunculion fluitantis i Callitricho-Batrachion)
- 3270 Rius amb vores llotoses colonitzades per herbassars nitròfils del Chenopodion rubri (p.p.) i del Bidention (p.p.)
- 3280 Rius mediterranis permanents, amb gespes nitròfiles del Paspalo-Agrostidion orlades d'àlbers i salzes
- 6420 Jonqueres i herbassars graminoides humits, mediterranis, del Molinio-Holoschoenion
- 6430 Herbassars higròfils, tant de marges i vorades com de l'alta muntanya
- 92A0 Alberedes, salzedes i altres boscos de ribera
- 91E0 Vernedes i altres boscos de ribera afins (Alno-Padion)
- 9540 Pinedes mediterrànies